# Cerco del Dingo

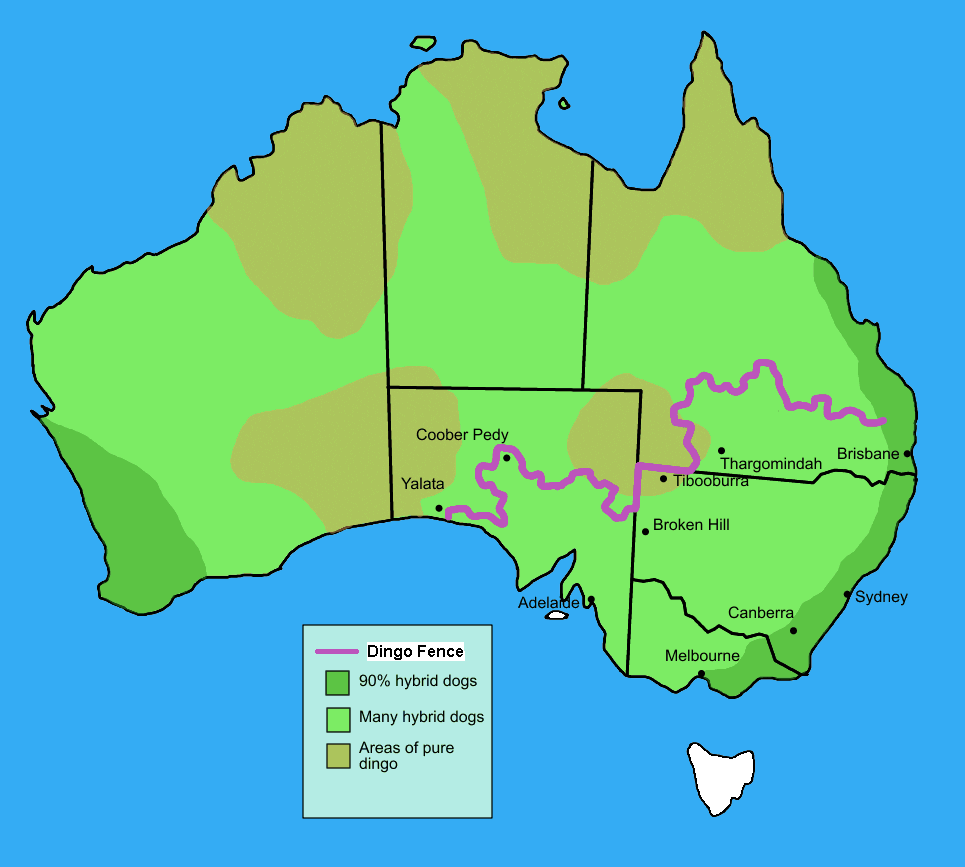
Cerco del Dingo en Australia

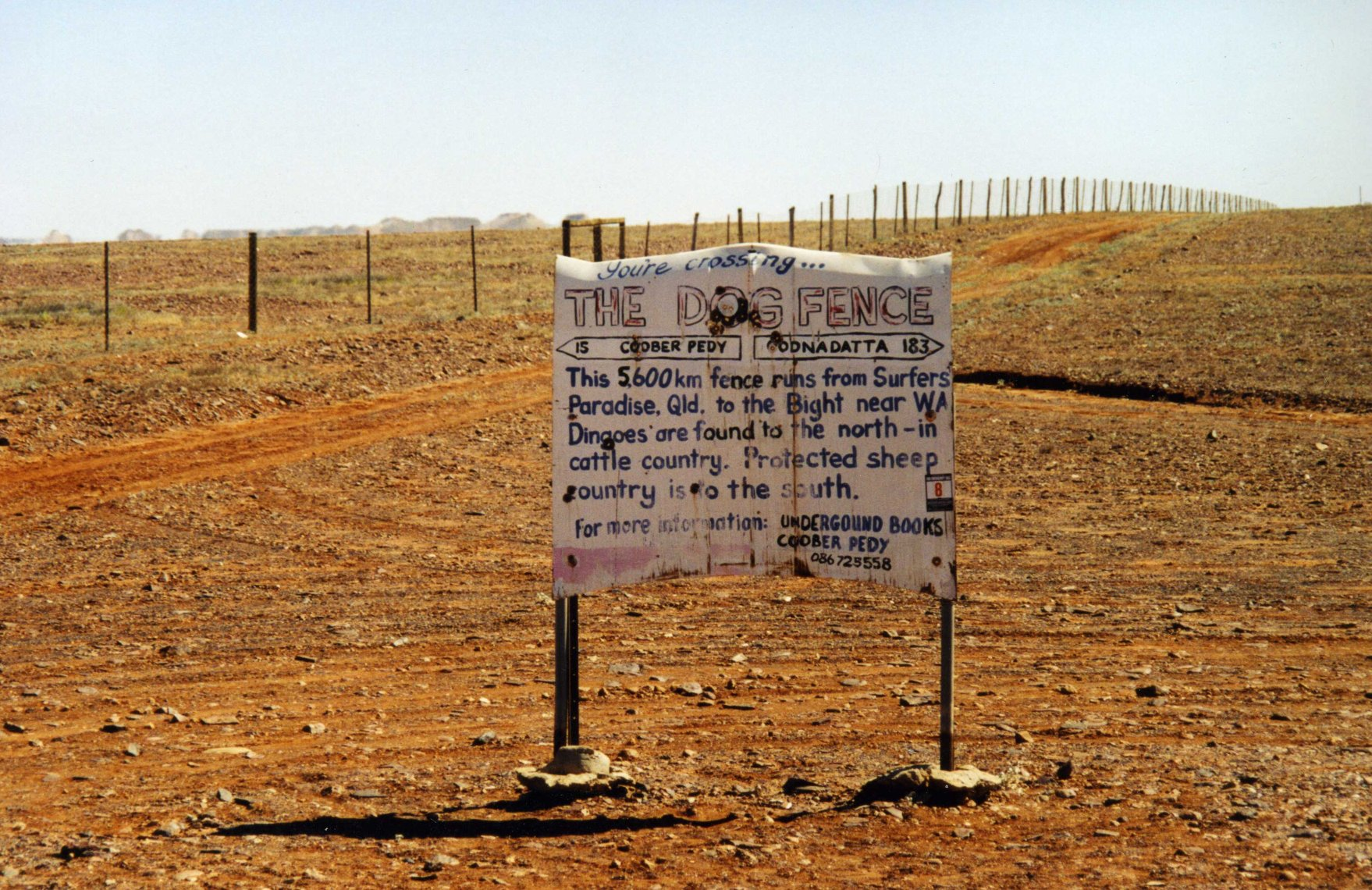
Cerco del Dingo

El Cerco del Dingo (Dingo Fence), también conocido como Cerco del Perro (Dog Fence) es la valla más larga del mundo y se encuentra en Australia. Sirve como una importante defensa contra los animales que cruzan desde las regiones deshabitadas del centro y oeste de Australia hacia la fértil región del sureste, donde reside la mayor parte de la población. Se trata de una medida de control de plagas que protege la Cuenca del Murray-Darling, de donde proviene la mayor parte de la producción agrícola de Australia. El apoyo público al Cerco aumentó en la década de 1980 después de la Muerte de Azaria Chamberlain causada por un dingo.
Se construyó como una verja de exclusión de plagas durante la década de 1880, culminándose en 1885. En un principio su objetivo era mantener a las poblaciones de conejos de Australia lejos de las fértiles tierras del Sur, pero al resultar inútil, pensaron que al menos serviría para mantener a raya a las poblaciones de canguros y emús. Sin embargo, en 1914 fue adaptada para ser a prueba de dingos.
Sirve para mantener al dingo fuera de los lugares relativamente fértiles del sureste del continente (donde fueron en gran parte exterminados) y protege a los rebaños de ovejas del Sur de Queensland. Mide 5614 kilómetros, más de la distancia entre Sevilla y Moscú, y va desde Jimbour hasta los acantilados de la llanura de Nullarbor. por encima de la Gran Bahía Australiana.
Fue un éxito parcial, aunque aún pueden encontrarse dingos en algunos estados del Sur. A pesar de que ha ayudado a reducir las pérdidas de ovejas por depredadores, esto se ha contrarrestado por los agujeros que se encontraban en la valla en la década de 1990 por los que ha pasado la descendencia del dingo y por la competencia en el pasto con canguros y conejos. Mayormente es una verja de 1,80 metros de alambre, pero algunos tramos en Australia Meridional son de cerca eléctrica. Algunas partes de la verja se encienden por la noche con lámparas de colores blanco y rojo. Existe también una serie de puertas que permite a los vehículos pasar a través de la valla.